# Manuel Parada de la Puente
Manuel Parada de la Puente (San Felices de los Gallegos, (Salamanca) 26 de juny de 1911 - Madrid 10 de juliol de 1973) va ser un músic cinematogràfic i teatral espanyol.

## Biografia
Va començar els seus estudis musicals a Salamanca, al col·legi de monges on estudiava. El seu pare, metge de professió, volia que estudiés dret. No obstant això, Manuel Parada va abandonar els estudis de dret i es va dedicar de ple a la composició. Va finalitzar els seus estudis musicals al Reial Conservatori de Madrid.
En el conservatori madrileny va ser deixeble de Conrado del Campo, que també va ser mestre de compositors tan dispars com Evaristo Fernández Blanco, Federico Moreno Torroba, Jacinto Guerrero, Salvador Bacarisse o Miguel Alonso.
Durant la Guerra civil espanyola, Manuel Parada es va incorporar a les files nacionals, encara que mai va ser destinat al capdavant i va exercir el lloc de pianista en una banda militar. Després de la guerra civil, gràcies a la seva amistat amb José Luis Sáenz de Heredia, va iniciar la seva primera col·laboració al cinema amb la pel·lícula Raza (1941). En aquesta pel·lícula, el guió de la qual havia escrit el mateix Francisco Franco Bahamonde, no es van escatimar els mitjans econòmics per a la seva realització i Manuel Parada va comptar amb el concurs dels professors de l'Orquestra Nacional, la Simfònica i la Filharmònica.
A principis dels anys quaranta es casa i es dedica plenament a la composició per al cinema. És un dels compositors cinematogràfics més prolífics d'Espanya, al costat de Juan Quintero Muñoz o Jesús García Leoz, i en el seu catàleg figuren més de dues-centes obres. Parada va arribar a compondre més de deu bandes sonores per any i s'encarregava tant de la composició com de l'orquestració.
Va ocupar diferents llocs de gestió en la Societat General d'Autors d'Espanya, entre ells el càrrec de vicepresident. L'any 1960 va rebre un premi del Cercle d'Escriptors Cinematogràfics pel conjunt de la seva obra musical per al cinema.
Els dos directors amb els quals més va col·laborar van ser José Luis Sáenz de Heredia i Rafael Gil. També va posar música a pel·lícules d'Antonio Román, José María Forqué, Edgar Neville, Alfonso Paso, Jerónimo Mihura, Ramón Torrado, Ladislao Vajda, etc.
Hi ha una clara diferència entre el seu estil dels anys quaranta i cinquanta, i el seu estil dels anys seixanta i setanta. En els anys quaranta i cinquanta exhibeix un estil simfònic-romàntic recolzat en la gran orquestra simfònica. A partir dels seixanta, empra conjunts instrumentals més reduïts i influenciats per la música popular, en concret pel jazz i el pop. La seva música es torna més immediata i senzilla.
A més de música cinematogràfica, va compondre música per al teatre. Va realitzar, per exemple, la música que va acompanyar l'adaptació que José María Pemán va fer de la Antígona de Sòfocles. També va compondre música per a Don Gil de las calzas verdes, Don Juan Tenorio, El burgès gentilhome, etcètera.
També va compondre diverses obres per al teatre líric, com Contigo siempre, amb llibret de Fernández Shaw; El caballero de Barajas, amb llibret de José López Rubio; La cuarta de A. Polo, amb llibret de Carlos Llopis; Las hijas de Helena, amb llibret de José Fernández Díez; El corderito verde, d'Álvaro de la Iglesia; Río Magdalena, opereta escrita per Alfonso Paso, o La canción del mar, sarsuela amb llibret d'Antonio Quintero.
A més de la música per al cinema i la música teatral, va compondre un poema simfònic titulat Tres momentos charros, escrit en la seva joventut.
Així com les cançons Dos primaveras, amn lletra de Joaquín Álvarez Quintero (1941); Anteprimavera, lletra de Juan Ramón Jiménez (1956), i Rianxeira, escrita per José Ramón Fernández Oxea (1959)
Com a dada curiosa, cal afegir que és l'autor de la famosa música de capçalera de Noticiaris i Documentals; més conegut com NO-DO, la primera projecció del qual va ser al gener de 1943, prolongant-se fins a 1981.

## Filmografia parcial
- El camino de Babel (1945)
- La fe (1947)
- El capitán de Loyola (1949)
- El Sótano (1949)
- El Litri y su sombra (1960)
- Teresa de Jesús (1961)
- Ella y los veteranos (1961)
- El sol en el espejo (1963)
- Plaza de Oriente (1963)
- Loca juventud (1965)

## Premis
Medalles del Cercle d'Escriptors Cinematogràfics
| Any  | Categoria                  | Pel·lícula              | Resultat  |
| ---- | -------------------------- | ----------------------- | --------- |
| 1948 | Medalla a la millor música | La vida encadenada      | Guanyador |
| 1960 | Medalla a la millor música | Conjunt de la seva obra | Guanyador |